# IC 494
IC 494 ist eine linsenförmige Galaxie vom Hubble-Typ S0 im Sternbild Kleiner Hund nördlich des Himmelsäquators. Sie ist schätzungsweise 199 Millionen Lichtjahre von der Milchstraße entfernt.
Das Objekt wurde am 12. Dezember 1888 vom französischen Astronomen Guillaume Bigourdan entdeckt.